# 트란스니스트리아 자치 영토 단위
트란스니스트리아 자치 영토 단위(루마니아어: Unitățile Administrativ-Teritoriale din stînga Nistrului, 러시아어: Административно-территориальные единицы левобережья Днестра, 우크라이나어: Автономне територіальне утворення з особливим правовим статусом Придністров'я)는 트란스니스트리아에 설정된 몰도바의 자치 영토 단위이다. 면적은 4,163km2, 인구는 505,153명(2014년 기준)이다.
2005년 7월 22일에 트란스니스트리아에 특별 지위를 부여하는 행정 구역으로 신설되었다. 몰도바가 설정한 트란스니스트리아 자치 영토 단위는 트란스니스트리아의 대부분을 포함하지만, 미승인 국가 트란스니스트리아가 설정한 경계 및 원래의 트란스니스트리아과는 지리적으로 차이가 있다. 드니스테르강 서안에 위치한 벤데르는 별개의 구역으로 설정되어 있으며, 1992년에 일어난 트란스니스트리아 전쟁을 통해 몰도바가 지배하게 된 트란스니스트리아의 일부 지역은 자치 영토 단위에 포함되지 않는다.